# Subdivisions d'Oulu
La ville d'Oulu est formée de 23 districts et de 106 quartiers,
,
.

## Liste des quartiers par district

Districts et quartiers du centre d'Oulu.

Districts et quartiers périphériques d'Oulu.

| Districts           | Quartiers |
| ------------------- | --- |
| 1. Keskusta         | - 1. I Pokkinen - 2. II Vaara - 3. III Vanhatulli - 4. IV Hollihaka - 5. V Leveri - 6. Myllytulli - 11. Intiö - 12. Raksila          |
| 2. Höyhtyä          | - 13. Karjasilta - 14. Nokela - 15. Höyhtyä - 16. Lintula - 17. Mäntylä                                                              |
| 3. Oulunsuu         | - 18. Peltola - 19. Kontinkangas - 22. Oulunsuu - 23. Värttö                                                                         |
| 4. Kaukovainio      | - 20. Kaukovainio - 21. Hiironen |
| 5. Nuottasaari      | - 7. Nuottasaari - 9. Limingantulli - 10. Äimärautio                                                                                 |
| 6. Kaakkuri         | - 27. Kaakkuri - 28. Metsokangas - 30. Kiviniemi - 31. Perävainio                                                                    |
| 7. Maikkula         | - 24. Maikkula - 25. Knuutila - 26. Iinatti - 32. Madekoski - 33. Heikkilänkangas - 34. Juurusoja - 35. Pikkarala - 36. Hangaskangas |
| 8. Tuira            | - 50. Pikisaari - 51. Koskikeskus - 52. Tuira - 54. Vihreäsaari - 55. Hietasaari - 56. Toppilansaari                                 |
| 9. Puolivälinkangas | - 60. Välivainio - 61. Puolivälinkangas - 62. Isko - 63. Pyykösjärvi - 64. Takalaanila                                               |
| 10. Koskela         | - 57. Toppila - 58. Alppila - 59. Koskela - 74. Taskila                                                                              |
| 11. Pateniemi       | - 75. Rajakylä - 76. Pateniemi - 77. Herukka                                                                                         |
| 12. Kaijonharju     | - 78. Linnanmaa - 79. Ritaharju - 80. Kaijonharju - 81. Kuivasjärvi - 82. Liikanen                                                   |
| 13. Myllyoja        | - 65. Laanila - 66. Kynsilehto - 67. Hintta - 68. Parkkisenkangas - 69. Myllyoja - 70. Kirkkokangas - 72. Haapalehto                 |
| 14. Sanginsuu       | - 92. Sanginsuu - 96. Ulkosanki - 97. Sanginjoki - 98. Lapinkangas                                                                   |
| 15. Korvensuora     | - 83. Rusko - 84. Ruskonselkä - 85. Heikinharju - 86. Korvensuora - 87. Korvenkylä - 88. Saviharju - 90. Talvikangas                 |
| 16. Ylikiiminki     | - 40. Ylikiiminki - 41. Vesala - 42. Vepsä - 43. Vuotto - 44. Nuoritta - 45. Jolos                                                   |
| 17. Hiukkavaara     | - 46. Puolukkakangas - 47. Kivikkokangas - 48. Vanha Hiukkavaara - 49. Haukkasuo - 71. Hiukkavaara - 89. Saarela - 91. Niiles        |
| 20. Haukipudas      | - 120. Haukipudas - 123. Martinniemi - 124. Jokikylä                                                                                 |
| 21. Kello           | - 121. Kello - 122. Kalimenkylä |
| 30. Kiiminki        | - 130. Kiiminki - 132. Huttukylä - 134. Alakylä - 135. Hannus                                                                        |
| 31. Jääli           | - 131. Jäälinkylä - 133. Välikylä |
| 40. Oulunsalo       | - 140. Oulunsalo - 141. Kylänpuoli - 142. Salonpää                                                                                   |
| 50. Yli-Ii          | - 150. Yli-Ii - 151. Jakkukylä - 152. Tannila - 153. Pahkala                                                                         |